# 新村和哉
新村 和哉（しんむら かずや、1960年 - ）は、日本の厚生労働技官・医師。医学博士。厚生労働省健康局長・国立保健医療科学院長を経て、日本医師会事務局長。

## 人物・経歴
東京都出身。1984年東京大学医学部卒業、厚生省入省。1991年和歌山県健康対策課長。1993年厚生省エイズ結核感染症課。1996年京都府保険健康福祉部理事。1998年厚生省保険局医療課。同年東京大学より博士（医学）の学位を取得。
2001年外務省国際連合日本政府代表部参事官。2004年厚生労働省医政局研究開発振興課医療技術情報推進室長。2005年厚生労働省社会・援護局障害保健福祉部精神・障害福祉課長。
2007年厚生労働省医薬食品局血液対策課長。2009年厚生労働省医政局指導課長。2012年厚生労働省医薬食品局食品安全部長。2014年厚生労働省健康局長。2015年国立保健医療科学院長。2019年日本医師会事務局長。